# Торстайн Томсен
Торстайн Томсен (на датски: Thorstein Thomsen) е датски музикант и писател (романист, сценарист), автор на произведения в жанровете социална драма и детска литература.

## Биография и творчество
Роден е на 26 юли 1950 г. в Гентофте, предградие на Копенхаген, Дания. Родителите му се развеждат, когато той е на тригодишен, а майка му впоследствие се омъжва, което е основа за романа му Bare vi har sädden. Започва да пише от ранна възраст. Следва в Копенхагенския университет, но получава магистърска степен след дванадесет години, тъй като предпочита да прави музика и да пише книги.
През 1970-те години е член на групата Charlatan, с която записва пет албума. Пише също текстове за други групи и солисти. През 1979 г. участва в конкурса за песен на Дания заедно със съпругата си Пиа Далсгаард с песента Maja og Bruttonationalproduktet. Заедно с Ян Ирхой участва в издаването на музика за деца. Оставя музиката в средата на 1980-те години, за да се посвети на писателската си кариера.
Автор е на романи за възрастни и за юноши, както и на около 120 книги за деца. Дебютната му книга, сборникът с разкази за деца Fy for den lede (Майната му на лидера), е издадена през 1976 г.
През 2007 г. е издаден романът му „Когато шепне, лъже“. Той представя историята и противоречивия образ на книгоиздателския магнат Нилс Руел на фона на променящите се настроения в обществото от ентусиазма по новия ред на нацистите до прагматизма на 1970-те.
Книгата му за деца Da Lotte blev usynlig (Когато Лоте стана невидима) е екранизирана в едноименния телевизионен минисериал през 1988 г. Други два негови романа също са екранизирани: през 1995 г. по романа му Drengen uden krop (Момчето без тяло) и по негов сценарий е направен филма Farligt venskab (Опасно приятелство), а през 2010 г. по романа му Nørdernes forvandling (Трансформацията на маниаците) е направен филма Min bedste fjende (Моят най-добър враг).
За творчеството си е удостоен с редица награди.
Торстайн Томсен умира на 16 септември 2021 г. в Дания.

## Произведения
частично представяне

### Самостоятелни романи
- Rejsen till planeten Droj (1977)[1][4]
- Drengen uden krop (1993)
- Nørdernes forvandling (2001)
- Den der hvisker lyver (2007)
Когато шепне, лъже, изд. „Роборид“ София (2013), прев. Георги Илиев
- Sne på hendes ansigt (2008)
- At elske Charlotte (2009)
- Rock Hudson skal ikke dø i Ukraine (2011)
- Bellmans Guitar (2014)
- Frøken Narvik (2015)
- Min smukke taber (2015)
- De hjerneløse (2019)
- En drøm kan være så stærk (2021)

### Поредица „Лингби“ (Lyngby)
1. Bare vi har hinanden (2001)[1]
2. Roser til mor (2002)
3. Han er min bror (2004)

### Сборници
- Fy for den lede (1976) – разкази за деца

### Детска литература
- Fortællinger om Frede (1981)[1]
- Da Lotte blev usynlig (1982)
- Bare vi har hinanden (2001) – награда за детска книга
- De tyve diamanter (2008)
- Åh nej, Holger! (2014)
- Fortællingerne om Frede (2016)
- Dukkemageren (2021)
- Tre røvere og en pølseløve (2021)

### Екранизации
- 1988 Da Lotte blev usynlig – тв минисериал, 6 епизода
- 1995 Farligt venskab – по Drengen uden krop
- 2010 Min bedste fjende – по Nørdernes forvandling